# Malgersdorf
Malgersdorf là một đô thị ở huyện Rottal-Inn bang Bayern thuộc nước Đức.